# Suely Santana da Silva
Suely Santana da Silva  (Ilhéus, 26 de agosto de 1976), também conhecida pelo nome eleitoral, Senhorita Suely, é uma política brasileira. Originalmente filiada ao Prona, surgiu na cena política carioca em 2004, ao ser apoiada pelo então deputado federal Enéas Carneiro, de quem havia sido assessora parlamentar. Na ocasião, foi a única candidata do partido a ser eleita vereadora do Rio de Janeiro.

## Biografia
Ex-assessora de Enéas, em 2004 foi eleita vereadora do Rio de Janeiro.
Naquele ano foi investigada pelo Ministério Público por indícios de irregularidade no domicílio eleitoral. Na solenidade de diplomação, sempre acompanhada do padrinho político, evitou a imprensa. O jornal O Globo havia lançado suspeitas sobre o endereço informado pela candidata ao TRE/RJ – Av. NSa. de Copacabana, 1032 – onde vizinhos teriam contado à Reportagem que nunca viram a suposta moradora do apartamento de número 601, cuja conta de gás está em nome de outra pessoa. Também questionou-se os números de telefone informados à Justiça Eleitoral.
Em 2006 elegeu-se deputada federal, novamente apoiada por Enéas. Logo após, por ocasião da fusão do Prona com o PL, passou automaticamente ao Partido da República.
Já na posição de deputada federal, Suely preferiu destinar suas emendas individuais ao Orçamento, não ao estado onde foi eleita – Rio de Janeiro – mas a 16 municípios paulistas.